# Isla Machias Seal
La isla Machias Seal (en inglés: Machias Seal Island; en francés: Île Machias Seal) es una isla en el golfo de Maine, a unos 16 kilómetros (9,9 millas) al sureste de Cutler, estado de Maine, y a 19 km (11,8 millas) al suroeste de suroeste Head, provincia de Nuevo Brunswick en la isla Grand Manan. Se trata de un vecino del islote North Rock. La soberanía de la isla está en disputa tanto Canadá como Estados Unidos la reclaman como propia, y la Guardia Costera canadiense continúa manteniendo personal en un faro en la isla, estando el primer faro construido allí desde 1832.
La isla es el hogar de una gran variedad de vida silvestre, incluyendo el frailecillo atlántico.
La relación de Machias Seal con el archipiélago Grand Manan es una fuente de controversia entre los geólogos. La isla es considerada como una posible continuación de la serie de bancos de arena, rocas expuestas, y los islotes esparcidos al sur y al oeste de la isla Grand Manan. El profundo canal de Grand Manan se encuentra al norte y al oeste de la isla, que lo separa de la costa del condado de Washington, Maine.